# 볼프강 오베라트
볼프강 오베라트(Wolfgang Overath, 1943년 9월 29일, 노르트라인베스트팔렌주, 지크부르크 ~)는 은퇴한 독일의 축구 선수로, 전 서독 국가대표 축구 선수였다. 진정한 원 클럽 맨으로, 오베라트는 현역 시절에 쾰른에서만 활약하였다. 그는 자국을 대표로 FIFA 월드컵 본선에 3번 출전하였고, 홈그라운드에서 열린 1974년 대회에서는 우승을 거두었다. 주로 창의적인 플레이메이커로 활약하였으며, 오베라트는 패스 능력, 기술, 그리고 왼발로 알려져 있다.

## 경력
플레이메이킹 미드필더로, 오베라트는 지크부어크 04에서 축구를 시작하였으나, 현역 시절의 대부분을 쾰른에서 보냈는데, 그는 1962년과 1977년 사이 765번 출전하여 287골을 기록하였다. 그는 쾰른 소속으로 초대 분데스리가 우승을 거두었으며, 쾰른 소속으로 새로 출범한 1부 리그에 14시즌 활약하였고, DFB-포칼을 1968년에 우승하기도 하였다. 유럽대항전에서, 그는 쾰른 소속으로 71경기에 출전 (11골 득점) 하였다.
국가대표팀에서는 1963년부터 1974년 사이에 81번을 출전하여 17골을 득점하였다. 1974년에 월드컵 우승을 거둔 것을 포함하여, 그는 1966년 월드컵에서의 결승전 진출, 1970년 월드컵의 3위 달성에 있어서 중원의 대들보와 같은 역할을 하였다. 오베라트는 후자의 대회에서 딱 한번의 월드컵 득점을 기록하였고, 다수의 해외 기자들은 멕시코 대회에서 가장 우수한 활약을 펼친 서독 선수로 오베라트를 꼽았다.
오베라트는 월드컵에서 우승, 준우승, 3위를 모두 경험해본 4명의 선수들 (나머지 3명은 팀동료 프란츠 베켄바워와 제프 마이어, 그리고 후배인 미로슬라프 클로제) 중 한명이다. 그는 서독 대표로 이후에도 간간히 활약하였으나, 귄터 네처의 특출한 활약으로 인해 UEFA 유로 1972를 우승할 때를 포함하여 단기간동안 백업 전력으로 밀렸었다. 그러나, 오베라트는 네처의 지위를 탈환하였고, 스스로를 "독일 대표로 활약하기 위해 났다"라고 자신하였다.
2004년, 그는 쾰른 회장으로 취임하였으나, 2011년 11월 13일에 사임하였다.

## 경력 통계

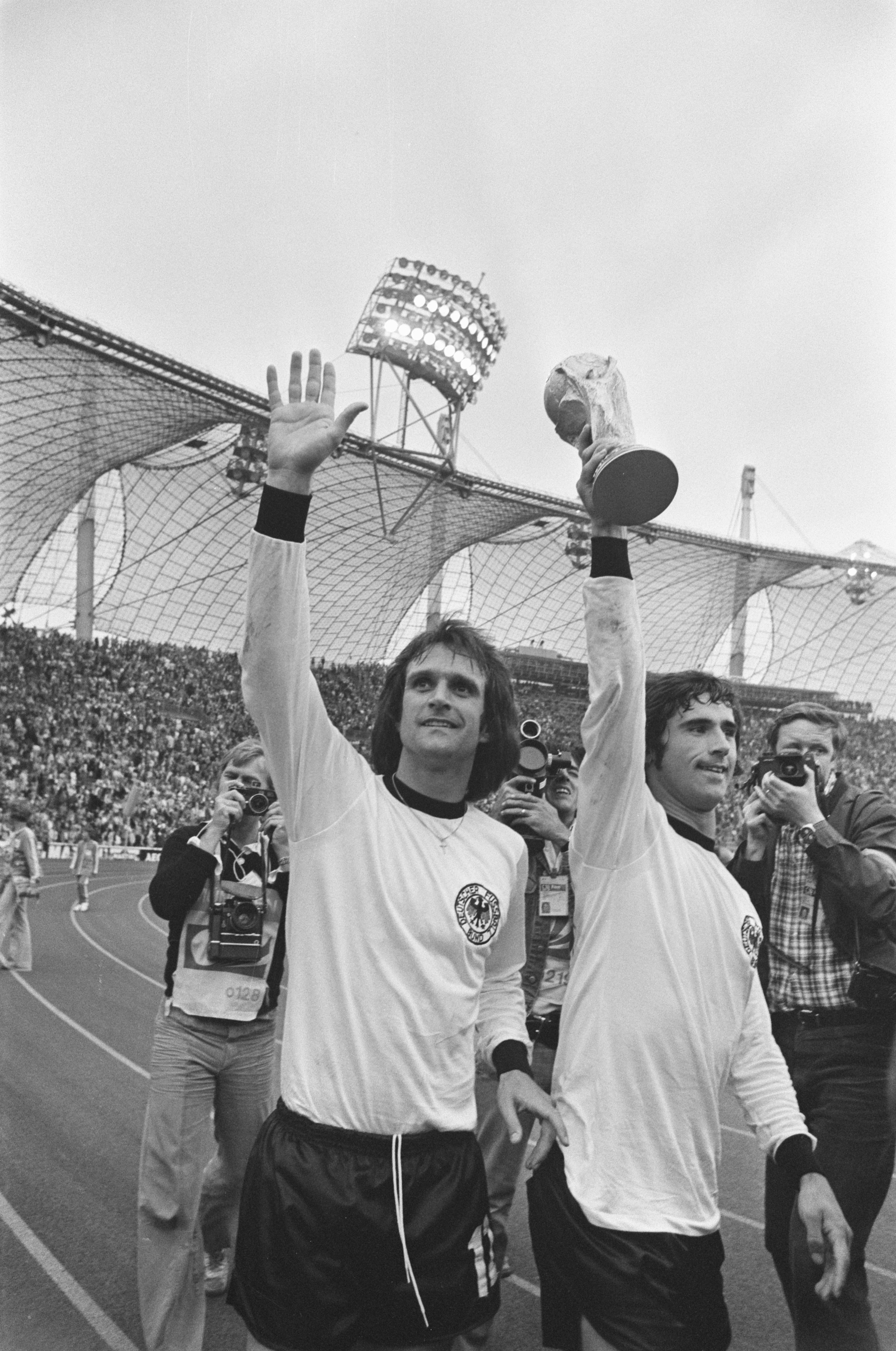
게르트 뮐러와 1974년 FIFA 월드컵을 우승 후 뮌헨에서 자축하는 오베라트 (왼쪽)

### 클럽
| 클럽    | 클럽 | 클럽       | 리그 | 리그 |
| 시즌    | 클럽 | 리그       | 출장 | 골   |
| 독일    | 독일 | 독일       | 리그 | 리그 |
| ------- | ---- | ---------- | ---- | ---- |
| 1963–64 | 쾰른 | 분데스리가 | 30   | 8    |
| 1964–65 | 쾰른 | 분데스리가 | 27   | 9    |
| 1965–66 | 쾰른 | 분데스리가 | 30   | 3    |
| 1966–67 | 쾰른 | 분데스리가 | 33   | 6    |
| 1967–68 | 쾰른 | 분데스리가 | 29   | 9    |
| 1968–69 | 쾰른 | 분데스리가 | 34   | 6    |
| 1969–70 | 쾰른 | 분데스리가 | 29   | 12   |
| 1970–71 | 쾰른 | 분데스리가 | 26   | 4    |
| 1971–72 | 쾰른 | 분데스리가 | 25   | 6    |
| 1972–73 | 쾰른 | 분데스리가 | 30   | 3    |
| 1973–74 | 쾰른 | 분데스리가 | 31   | 5    |
| 1974–75 | 쾰른 | 분데스리가 | 34   | 4    |
| 1975–76 | 쾰른 | 분데스리가 | 27   | 2    |
| 1976–77 | 쾰른 | 분데스리가 | 24   | 6    |
| 국가    | 독일 | 독일       | 409  | 83   |
| 합계    | 합계 | 합계       | 409  | 83   |

### 국가대표팀
| 독일 국가대표팀 | 독일 국가대표팀 | 독일 국가대표팀 |
| 연도            | 출장            | 골              |
| --------------- | --------------- | --------------- |
| 1963            | 3               | 0               |
| 1964            | 4               | 1               |
| 1965            | 4               | 2               |
| 1966            | 13              | 3               |
| 1967            | 8               | 1               |
| 1968            | 8               | 2               |
| 1969            | 6               | 3               |
| 1970            | 12              | 2               |
| 1971            | 6               | 1               |
| 1972            | 0               | 0               |
| 1973            | 8               | 0               |
| 1974            | 9               | 2               |
| 합계            | 81              | 17              |

## 수상

#### 1. 쾰른
- 분데스리가: 1963–64
- DFB-포칼: 1967-68, 1976-77

#### 서독
- FIFA 월드컵 : 우승 (1974), 준우승 (1966), 3위 (1970)

### 개인
- 발롱도르 5위 : 1970
- DFB 포칼 득점왕 : 1971-72
- 키커 분데스리가 올해의 팀[7] : 1965–66, 1967–68, 1969–70, 1973–74
- FIFA 월드컵 올스타팀 : 1974
- FIFA XI : 1968
- 은월계잎 훈장 : 1974
- 독일 연방 공화국 공로장 : 1977
- 독일 연방 공화국 공로장 1등급 : 2008
- 지그부르크 시 명예 시민 : 2003
- 1. 쾰른 명예의 전당 : 2018
- 독일 축구 명예의 전당 : 2019
- 독일 축구 박물관 헌액[8] : 2019
- 노르트라인 베스트팔리아 주립 훈장 : 2019
- DFL 명예상 : 2019
- 분데스리가 60주년 레전드[9]
- 키커 랑리스테 - WK 8회, IK 14회, NK 4회

## 사생활
그와 아내 사이에 3명의 자식을 두고 있다: 2명의 아들과 1명의 입양된 딸. 또한, 그는 2003년에 지크부어크의 명예 시민으로 명명되었다. 오베라트는 기부 활동으로 에기디우스-브라운-프라이스를 수상받았다.